# Arie Heijkoop
Arie Wouter Heijkoop (Charlois, 26 augustus 1883 – Rotterdam, 13 december 1929) was een Nederlands politicus en medeoprichter van de Centrale Bond van Transportarbeiders.
Het begin van de loopbaan van Arie Heijkoop is mede bepaald door zijn contacten met de Rotterdamse socialist Hendrik Spiekman. In 1909 werd hij lid voor de SDAP van de Rotterdamse gemeenteraad. In dezelfde tijd was hij actief in de vakbondswereld. In 1918 werd Heijkoop voorzitter van de toen opgerichte Centrale Bond van Transportarbeiders. Dit voorzitterschap was van korte duur: bij het aanvaarden van het lidmaatschap van de Tweede Kamer gaf hij dit voorzitterschap op.
Vanaf 1919 was Heijkoop wethouder in Rotterdam en zette zich in voor betaalbare woningbouw. Hij heeft een grote invloed gehad op de bouw van de wijken Spangen en Bloemhof. In de laatste wijk zette hij zich in voor het gebruik van beton in de woningbouw, hetgeen hem de bijnaam 'Arie Beton' bezorgde. In die periode openbaarde zich bij hem de ziekte longemfyseem, waaraan hij ten slotte in 1929 overleed.
- Biografisch Portaal: 41181188
- Gemeinsame Normdatei: 118863428
- Parlement.com: vg09ll1pfhst
- Virtual International Authority File: 25400140
- WorldCat: E39PBJvtd3QfTDHQKhYCXXpHG3